# Tramea basilaris
Tramea basilaris é uma espécie de libelinha da família Libellulidae.
Pode ser encontrada nos seguintes países: Angola, Benin, Botswana, Burkina Faso, Camarões, República Centro-Africana, Chade, Comores, República do Congo, República Democrática do Congo, Costa do Marfim, Guiné Equatorial, Etiópia, Gâmbia, Gana, Quénia, Libéria, Madagáscar, Malawi, Mali, Mauritânia, Maurícia, Moçambique, Namíbia, Níger, Nigéria, São Tomé e Príncipe, Senegal, Serra Leoa, Somália, Tanzânia, Togo, Uganda, Zâmbia, Zimbabwe e possivelmente em Burundi.
Os seus habitats naturais são: florestas subtropicais ou tropicais húmidas de baixa altitude, matagal árido tropical ou subtropical, matagal húmido tropical ou subtropical, áreas húmidas dominadas por vegetação arbustiva, pântanos, lagos de água doce, lagos intermitentes de água doce, marismas de água doce e marismas intermitentes de água doce.